# Terremoto di Kiholo Bay
 Il terremoto di Kīholo Bay del 2006 si è verificato il 15 ottobre 2006 alle ore 07:07:49 con una magnitudo di 6,7 e un'intensità massima di Mercalli di grado VIII (grave).
L'epicentro si trovava a 21 chilometri (13 mi) a sud-ovest di Puakō e 21 km (13 mi) a nord di Kailua-Kona, Hawaii, al largo dell'Aeroporto di Kona, ad una profondità di 38,2 km (23,7 mi).
Ha prodotto diverse scosse, inclusa una con magnitudo 6,1 sette minuti dopo la scossa principale. Il Pacific Tsunami Warning Center ha anche localizzato uno tsunami non distruttivo sulla costa della Big Island.

## Impostazione tettonica
L'isola delle Hawaii è stata colpita da terremoti legati a tre cause principali.
- Alcuni sono associati al movimento del magma e tendono ad essere a fuoco superficiale (meno di 5 km di profondità).
- I terremoti più grandi sono quelli causati dalla diffusione gravitazionale complessiva del vulcano, sia all'interno dei fianchi del vulcano stesso che alla base del cumulo vulcanico. Tendono ad avere profondità focali nell'intervallo 5-13 km.
- L'ultimo tipo di terremoti sono quelli causati dalla flessione della litosfera oceanica sottostante l'isola, a causa del carico del vulcano. Il tipo di sollecitazioni all'interno della litosfera dipende dalla profondità rispetto alla superficie, con compressione radiale e tensione tangenziale associata al di sotto di circa 22 km, e tensione radiale e compressione tangenziale al di sopra di tale livello. I terremoti di questo tipo possono avere profondità focali fino a 60 km.[2]

## Terremoto
Il terremoto ha avuto una profondità ipocentrale di 38,2 km e un meccanismo focale di fagliatura normale. La profondità mostra che si trovava nella litosfera del mantello, al di sotto della superficie neutra, con un meccanismo coerente con la tensione tangenziale.
La più grande scossa si trovava a 18 km sotto la superficie e aveva un meccanismo focale di faglia inversa. La profondità e il meccanismo sono coerenti con la compressione tangenziale sopra la superficie neutra.
Le intensità Mercalli registrate erano VII-VIII (Molto forte-Severo) sul lato occidentale dell'isola di Hawaii, e VI (Forte) sul lato orientale di Maui. Le scosse di intensità V (Moderato) sono state avvertite fino a Oahu, dove sono state segnalate macchie di danni moderati. Il terremoto ha causato danni materiali, feriti, frane, interruzioni di corrente e ritardi e chiusure aeroportuali. Il governatore Linda Lingle ha emesso una dichiarazione di disastro per l'intero stato.

### Danni

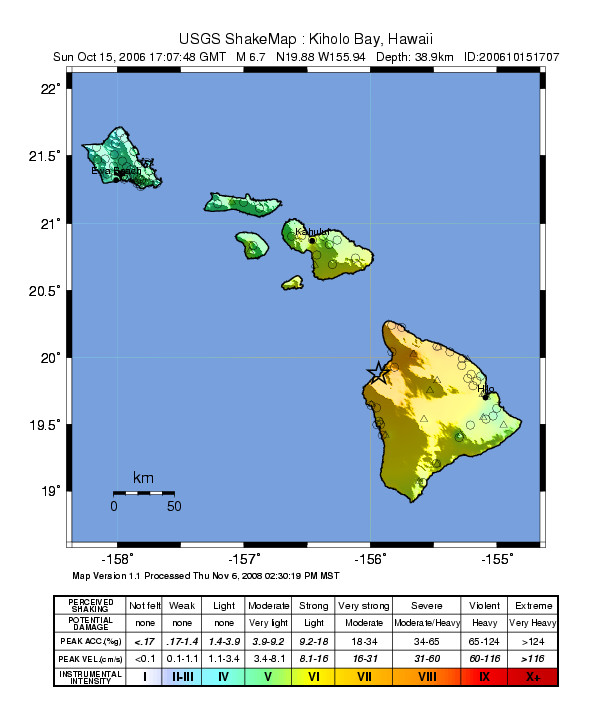
USGS ShakeMap per l'evento.

I danni più gravi causati dal terremoto si sono concentrati sui lati nord e ovest dell'isola di Hawaii. Il danno è stato anche abbastanza pesante sul lato orientale dell'isola Maui, e danni di minori diffusione su tutta la via d'uscita per l'Oahu occidentale a 170 miglia (270 km) dall'epicentro del terremoto.
A Big Island, molte case avevano grandi crepe e finestre rotte, e almeno 61 edifici sono stati distrutti. Quasi tutte le case nelle Hawaii occidentali hanno riportato ingenti danni interni, ma la maggior parte ha evitato danni strutturali significativi, gli edifici presenti nell'area intorno all'epicentro del terremoto sono stati costruiti negli ultimi decenni. Nonostante questo, sono stati causati oltre 200 milioni di dollari di danni.
Gli hotel più grandi e lussuosi dell'isola Hawaii erano raggruppati entro dieci miglia (16 km) dell'epicentro del terremoto lungo la costa di Kohala.
- Il Mauna Kea Beach Hotel del 1965 ha avuto il crollo dell'intera estremità sud e l'ultimo piano dell'hotel è stato considerato "distrutto"; purtroppo l'attività ha dovuto chiudere il 1 dicembre, dopo che un'ispezione - durata un mese - ha rivelato che l'edificio era insicuro e in pericolo di crollo. Dopo 150 milioni di dollari di lavori di ristrutturazione, l'albergo ha avuto una riapertura graduale il 20 dicembre 2008 e ha riaperto ufficialmente nel marzo 2009.[7]

- L'Hapuna Beach Prince Hotel è stato temporaneamente evacuato dopo il terremoto a causa di danni strutturali, vetri rotti e allagamenti causati dalla rottura dei tubi dell'acqua.

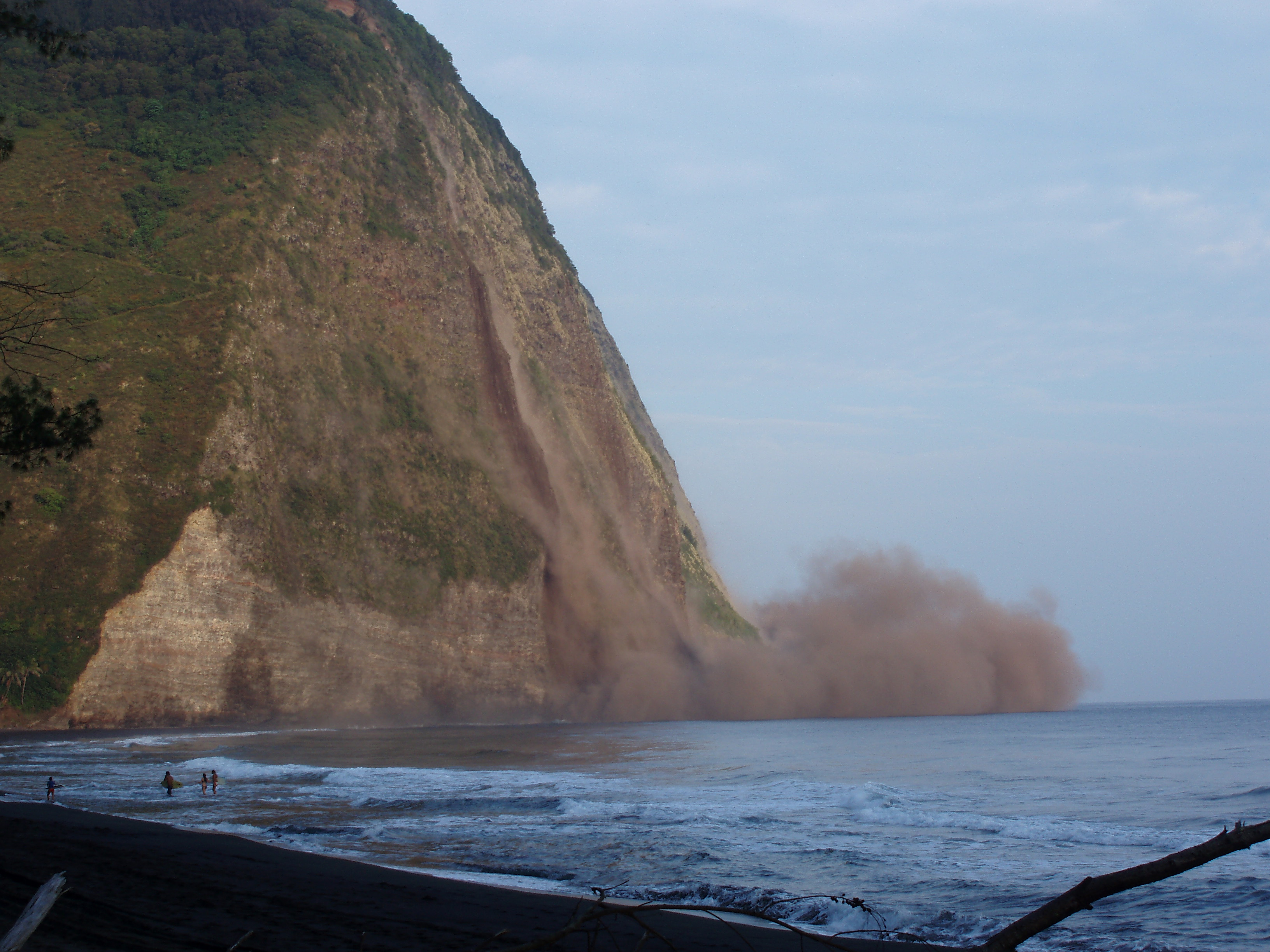
Scogliera caduta nella Waipiʻo Valley durante il terremoto.

La Surety Kohala Corporation ha valutato l'integrità strutturale del suo Kohala Ditch, che ha funzionato come attrazione turistica per 10 anni.
Molte strade e ponti sono crollati o presentavano profonde crepe e le squadre di pulizia hanno dovuto lavorare per giorni per rimuovere i detriti dalle innumerevoli frane. Numerosi punti di riferimento dell'isola sono stati fortemente colpiti.
La chiesa congregazionale di Kalahikiola a Kohala è stata distrutta a causa del crollo dei muri di pietra della chiesa; anche il fumaiolo Hawi, una reliquia del vecchio commercio della canna da zucchero, è completamente crollato.
Il palazzo Hulihee a Kailua Kona ha subito ingenti danni strutturali. Un'altra famosa zona turistica, Kealakekua Bay, sede del monumento bianco al Capitano James Cook, è stata travolta da massicce frane che hanno fatto scomparire momentaneamente l'intera baia e le aree circostanti in una fitta nuvola di polvere marrone.

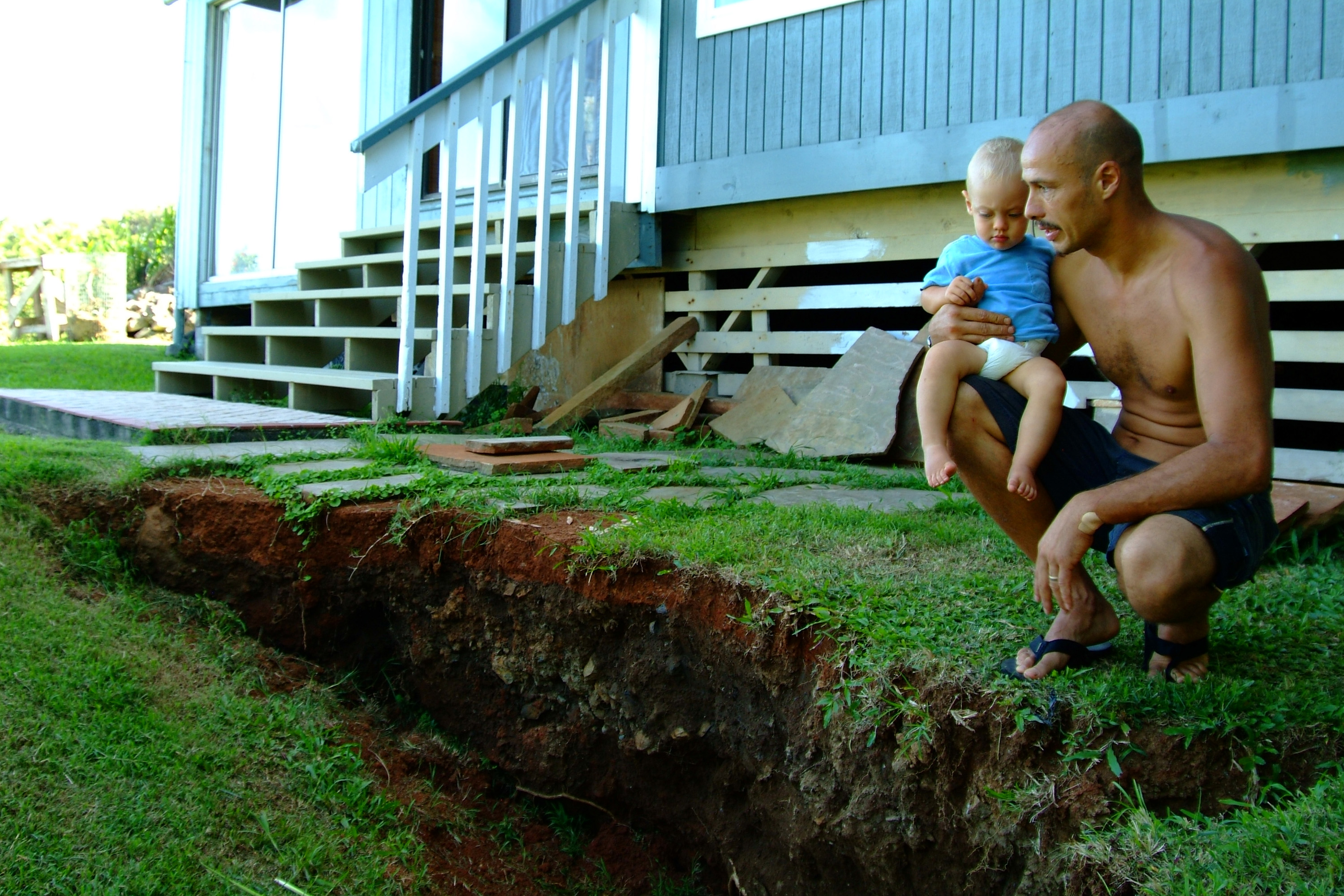
Rottura dovuta al terremoto nel giardino di una casa a Kapaau.

### Osservatorio di Mauna Kea
Durante il terremoto e le scosse, un certo numero di telescopi presso gli osservatori di Mauna Kea hanno subito danni minori, principalmente Kecks 1 e 2 presso l'osservatorio WM Keck e il Canada–France–Hawaii Telescope (CFHT). Il CFHT era operativo e di nuovo in linea dal 19 ottobre, ma i Keck non sono stati ripristinati alla piena operatività fino al 28 febbraio 2007.
Le centrali elettriche a Maui e Big Island, di norma, interrompono automaticamente l'alimentazione per prevenire danni. A Oahu i generatori sono scattati, causando sovraccarichi nella rete elettrica; le interruzioni di corrente di Oahu sono durate 14 ore in alcune località; solo la metà dei clienti di Oahu della Hawaiian Electric Company (HECO) ha ripristinato l'alimentazione prima delle 21:00, mentre le interruzioni generalmente sono durate fino alle 17:00 circa a Maui e alle Hawaii.
L'alimentazione è stata ripristinata a tutti i circuiti HECO entro l'1:55; tuttavia, si sono verificati blackout isolati a causa di problemi locali, come fusibili bruciati. L'elettricità a Laie e Kahuku non è stata ripristinata fino alle 3 del mattino. A Honolulu e Kahe, i generatori HECO si sono spenti e altri generatori hanno cercato di compensare, causando carichi irregolari sulla rete elettrica di Oahu e provocando l'arresto del sistema per evitare danni.

## Galleria d'immagini

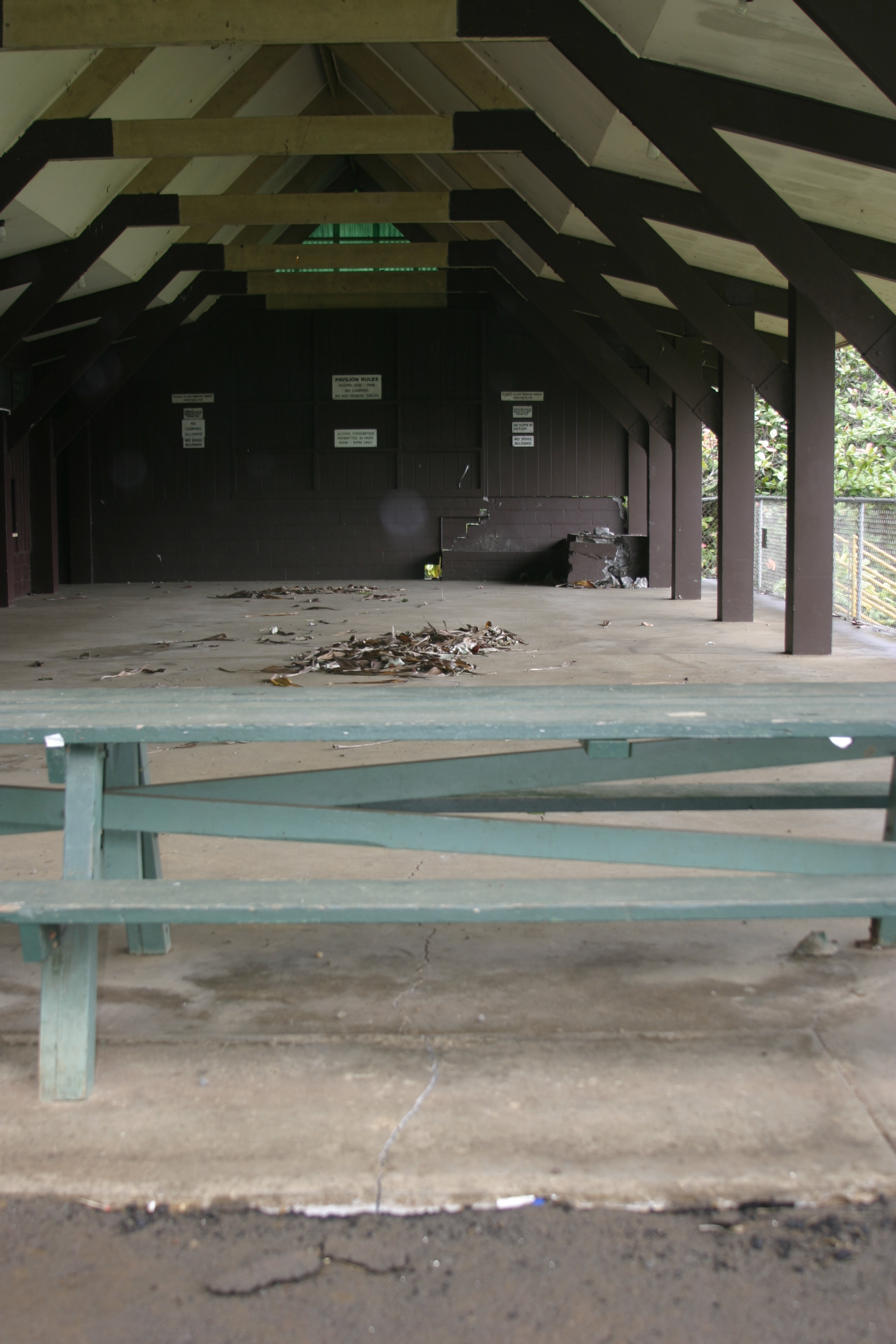
Padiglione del Keokea Beach Park.
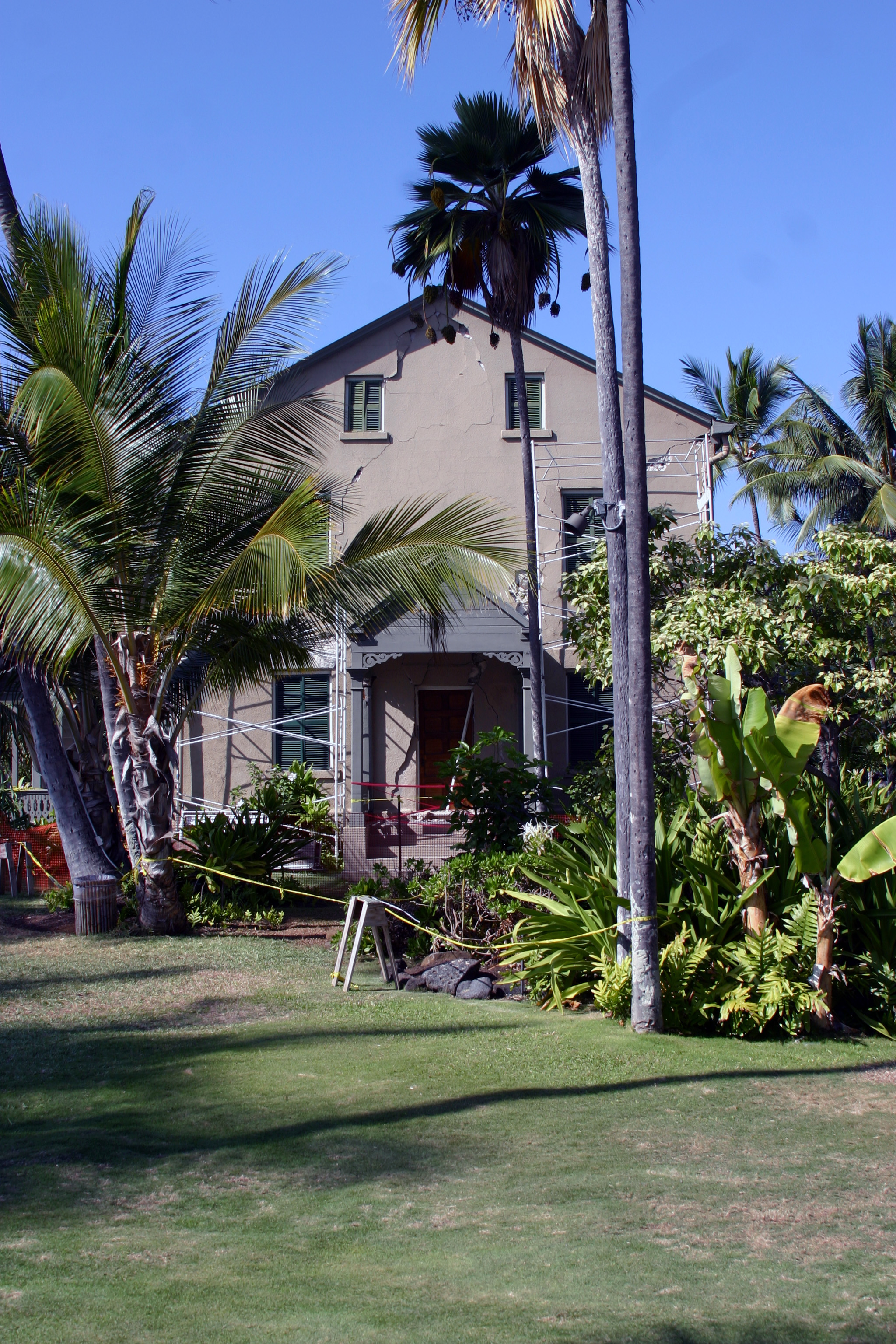
Hulihee Palace parete sud nel gennaio 2007.
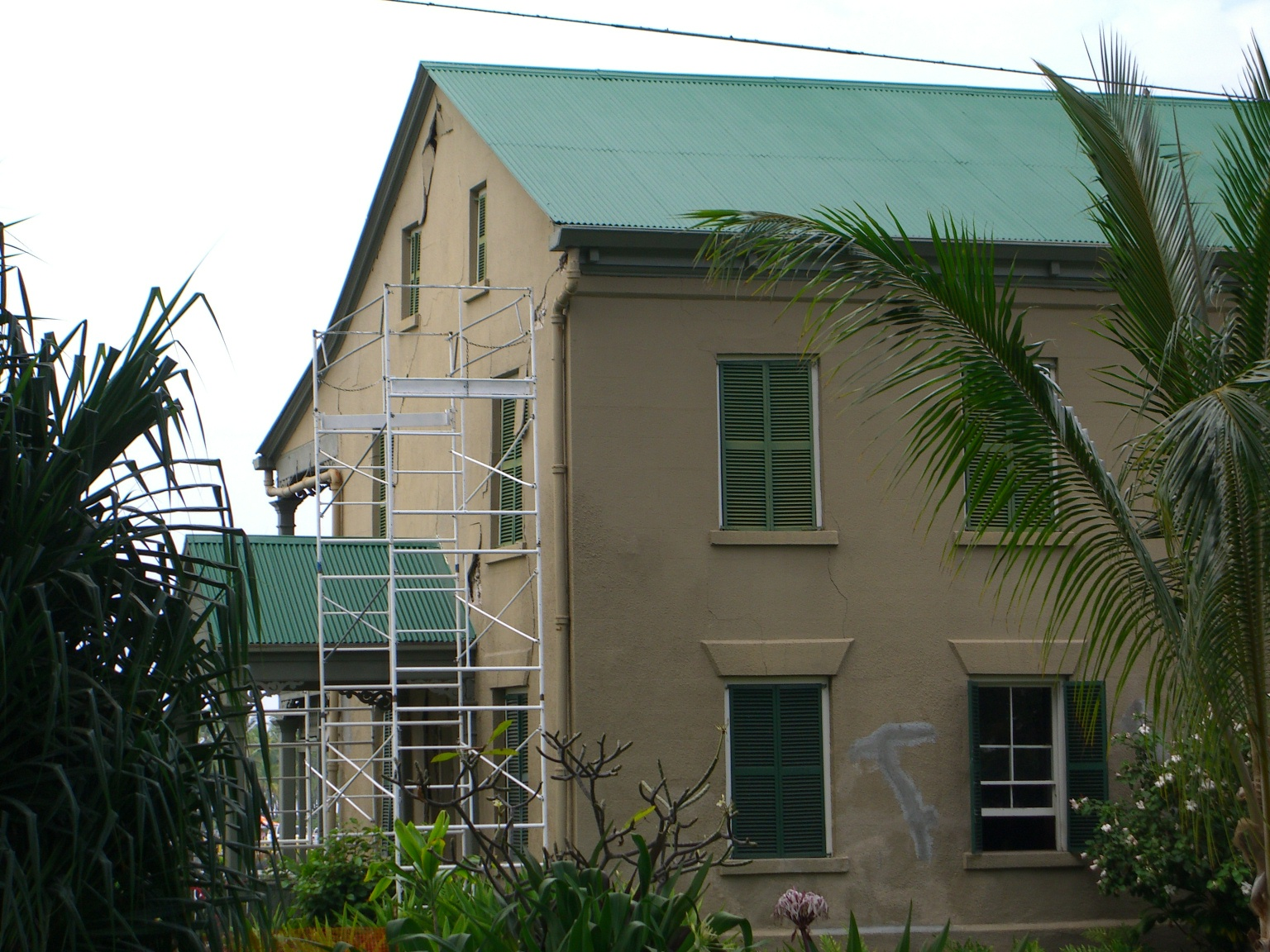
Danni del terremoto al Palazzo Hulihee nel gennaio 2007.